# Paradiso - Canto venticinquesimo
Il canto venticinquesimo del Paradiso di Dante Alighieri si svolge nel cielo delle Stelle fisse, ove risiedono gli spiriti trionfanti; siamo nel pomeriggio del 14 aprile 1300, o secondo altri commentatori, del 31 marzo 1300.

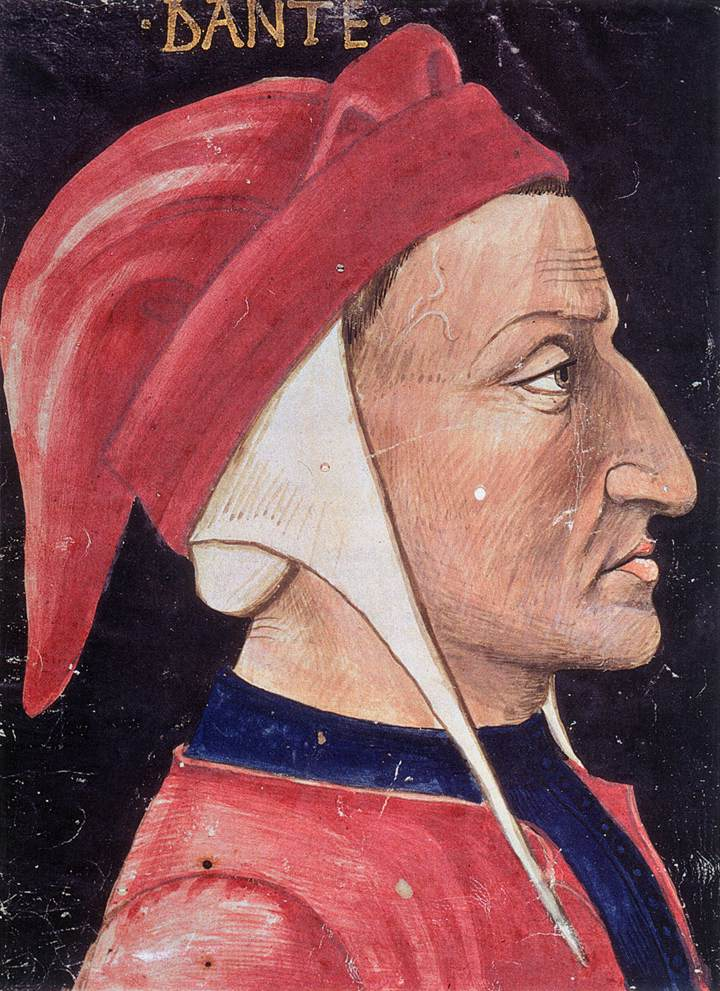
Ritratto cinquecentesco di Dante

Questo canto, assieme al precedente e al seguente, costituisce una specie di "esame" di Dante sulle tre virtù teologali: dopo una preghiera iniziale di Beatrice, egli viene interrogato rispettivamente da san Pietro sulla Fede, da san Giacomo Maggiore sulla Speranza e da san Giovanni sulla Carità.

## Incipit
« Canto XXV, che tratta come l'auttore parla con Beatrice e con santo Iacopo Maggiore sopra certe questioni de le quali santo Iacopo solve la prima. »
(Anonimo commentatore dantesco del XIV secolo)

## Temi e contenuti

### Le speranze di Dante: il ritorno in patria e l'alloro poetico - versi 1-12
Il canto si apre con l'auspicio, espresso da Dante-poeta, che in virtù del suo "poema sacro" possa essere cancellata la condanna all'esilio che grava su di lui: in tal caso, egli spera che, ritornando nella sua città natale con ben altra maturità di voce e di esperienza rispetto a quando l'ha lasciata, potrà ricevere la corona di poeta sul fonte battesimale, dato che in Paradiso san Pietro ha approvato la fede da lui dimostrata ed argomentata. 

### San Giacomo - vv. 13-39

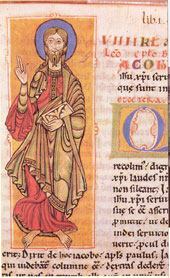
Immagine di San Giacomo da un Codice del sec. XII.

Riprende quindi la narrazione: dalla corona di cui fa parte Pietro si muove verso Dante una luce, che viene indicata da Beatrice come l'apostolo Giacomo, il cui santuario a Compostela è meta di pellegrinaggi.

Pietro e Giacomo si manifestano reciproci segni di affetto, come due colombi, esaltando il cibo divino che in Paradiso li nutre. Poi entrambi si rivolgono in silenzio a Dante, coi volti tanto accesi che Dante china il capo. Piena di gioia, Beatrice si rivolge a Giacomo, esaltandolo come l'apostolo che ha tante volte rappresentato la speranza, sia nella sua epistola, sia negli episodi in cui Cristo l'ha voluto con sé. Invita quindi Dante a levare il viso con fiducia, perché deve rafforzarsi grazie alla luce che promana dalle anime.

### Dante esaminato sulla speranza - vv. 40-99
Giacomo continua chiedendo a Dante - al quale Dio ha concesso di visitare prima della morte il Paradiso perché possa poi, tornato sulla terra, sostenere la speranza propria e degli altri - di dire che cosa è la speranza, quanto sia presente nel suo animo, e da dove gli sia giunta. Beatrice risponde alla seconda domanda al posto del poeta, dichiarando che nessun credente è più di lui ricolmo di speranza, e che proprio per questo gli è stata donata la grazia di poter vedere, ancora vivo, il Paradiso. Cede poi le altre due risposte a Dante stesso. Questi con sicura prontezza risponde che la speranza è l'attesa sicura della futura beatitudine, derivante dalla grazia divina e dai precedenti meriti. Questa verità, afferma, proviene da numerose fonti autorevoli, ma prima di tutto egli l'ha desunta dai Salmi di Davide, dove si legge "Sperino in te color che sanno il nome tuo". La speranza, soggiunge Dante, è stata poi alimentata in lui dall'Epistola di Giacomo, ed ora egli riversa sugli altri la speranza instillata in lui.

Mentre Dante parla, Giacomo esprime con lampeggiar di luci la sua gioia. Quindi egli dice che l'amore per la speranza, che lo ha accompagnato tutta la vita fino al martirio, è tuttora vivo e lo induce a chiedere a Dante di precisare l'oggetto della sua speranza. Antico e Nuovo Testamento, risponde Dante, fissano l'obiettivo cui l'uomo tende, ovvero la vita eterna; Isaia afferma che la vera terra di ogni uomo è il Paradiso dove si riveste di un doppio abito (corpo e anima); san Giovanni, nell'Apocalisse, chiarisce ulteriormente questa affermazione. Non appena Dante tace, si ode risuonare il versetto del Salmo IX, che egli prima ha citato, e tutte le anime rispondono.

### San Giovanni - vv. 100-117

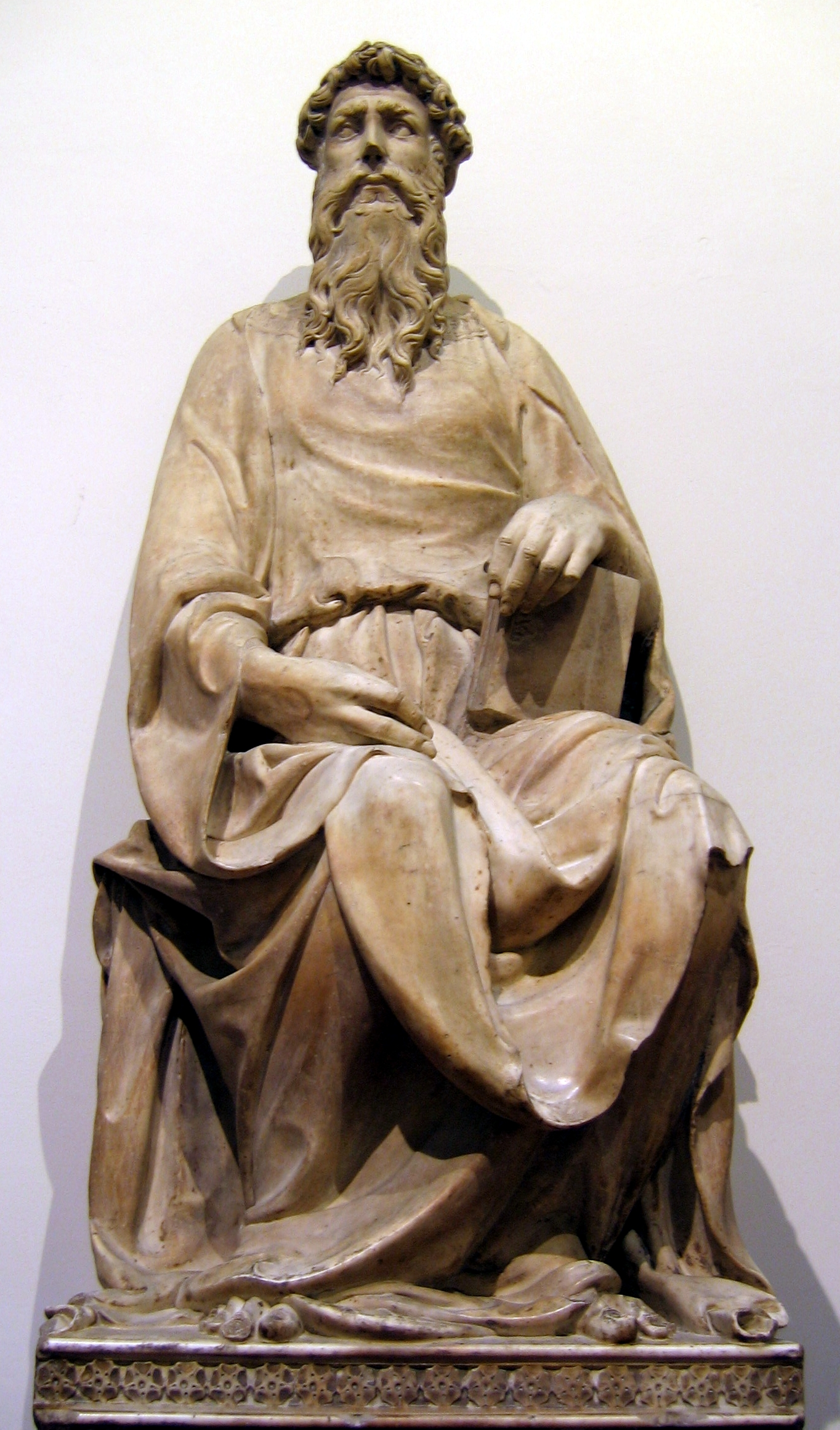
San Giovanni apostolo, Firenze, Museo dell'Opera del Duomo.

Tra le anime che danzano e cantano una luce si accende tanto intensamente da sembrare un altro sole, e si avvicina alle due anime vicine a Dante, ovvero Pietro e Giacomo, accompagnando nel ritmo il loro canto e movimento. Beatrice spiega che è san Giovanni, colui che posò il capo sul petto del sacro pellicano e che fu scelto da Gesù morente come nuovo figlio di Maria.

### Dante abbagliato - vv. 118-139
Dante aguzza lo sguardo per vedere entro la luce che lo abbaglia, ma Giovanni lo invita a desistere, ricordando che il suo corpo è terra fra la terra, come per tutti gli altri uomini fino al Giudizio universale. Unica eccezione sono Cristo e la Vergine, saliti all'Empireo in anima e corpo.

A questo punto la danza e il canto dei tre santi si ferma. Dante si volge per vedere Beatrice, ma inutilmente, e si turba pur essendo accanto a lei e in Paradiso.

## Analisi
Le prime quattro terzine sono espresse non dalla voce del "viaggiatore" ma dal poeta stesso, che parla di sé e della propria opera in relazione all'esilio. Esso nella maggior parte del poema è profetizzato come evento futuro, mentre in questi versi Dante rappresenta l'esilio in modo diretto, come realtà duramente e a lungo sostenuta per colpa della "crudeltà" dei "lupi" che hanno cacciato lui dal "bello ovile" della sua innocente giovinezza ("agnello"). Nell'esilio è nato, a prezzo di molti anni di fatiche, il "poema sacro", a cui hanno collaborato le realtà divine ed umane, e a questa sua opera il poeta (che qui per l'unica volta si definisce tale) affida la speranza di poter tornare fra solenni riconoscimenti nella sua città. Speranza rafforzata dall'approvazione appena ricevuta da san Pietro dopo l'esame sulla Fede. 

Il desiderio e l'auspicio, per quanto forse venati di dubbio (Se mai continga che...) si collocano idealmente in una successione di testi nei quali Dante parla direttamente della sua condizione e delle sue prospettive di esule. Ai primissimi tempi dopo la condanna risale la canzone Tre donne intorno al cor mi son venute, in cui Dante si dice orgoglioso di esser stato bandito da concittadini malvagi; dopo l'esclusione dall'amnistia indetta da Baldo d'Aguglione nel 1311, respinge sdegnosamente, nel 1315, l'offerta di rientrare a prezzo di un pubblico atto di pentimento (Epistole XII,6 "All'amico fiorentino"). Nel canto XXV del Paradiso, ormai prossimo alla fine dell'opera (e anche della vita), esprime la speranza che proprio il poema, del cui valore è ben consapevole, gli valga il ritorno in patria e il conferimento dell'alloro di poeta sul fonte del suo battesimo.

Rispetto al canto precedente, l'esame vero e proprio occupa un numero assai minore di versi ed è articolato in modo meno rigorosamente fedele al modello scolastico; lo dimostra lo stesso intervento di Beatrice, che anticipa la seconda risposta che avrebbe dovuto fornire Dante (evitando così che il poeta-pellegrino dia prova di orgoglio). Il paragone istituito da Dante nel canto XXV tra sé e il "baccelliere" che sostiene l'esame finale riecheggia nei vv. 64-66.

Il linguaggio si mantiene sul registro alto, e spiccano ripetute citazioni dalla sacra Scrittura. Gli aspetti espressivi più rilevanti si collegano però ai temi, tipici del Paradiso, della luce come manifestazione di gioia e del canto unito alla danza come simbolo di completa armonia. Sono i temi che accompagnano anche l'apparire di San Giovanni; egli si rivolge con tono affettuoso a Dante, che cerca di scorgerne le fattezze corporee, vanamente, perché abbagliato dalla luce che l'anima beata promana, e perché il corpo di Giovanni è ancora polvere tra la polvere (v. 124). 

Il canto si conclude con l'esclamazione del poeta che rievoca il turbamento provato per l'impossibilità di vedere Beatrice: sapeva bene di esserle vicino, e di trovarsi nel luogo della beatitudine, ma ciò non bastò ad evitare la sua istintiva reazione di smarrimento.